# Пентаселенид дирубидия
Пентаселенид дирубидия — неорганическое бинарное соединение
рубидия и селена
с формулой Rb2Se5,
кристаллы.

## Получение
- Реакция стехиометрических количеств чистых веществ в жидком аммиаке под давлением:

{\displaystyle {\mathsf {2Rb+5Se\ {\xrightarrow {254^{o}C}}\ Rb_{2}Se_{5}}}}

## Физические свойства
Пентаселенид дирубидия образует кристаллы
ромбической сингонии, пространственная группа P 212121, параметры ячейки a = 0,7135 нм, b = 1,8299 нм, c = 0,691 нм, Z = 4
.
Соединение образуется по перитектической реакции при температуре 254°C.